# The Dark Side of the Moon
The Dark Side of the Moon (срп. Тамна страна Месеца) је осми студијски албум британске рок групе Pink Floyd издат 1973. године. Познат је по тзв. конкретној музици (Musique concrète) и филозофским стиховима, што ће касније постати главно обележје музике групе Pink Floyd. Овај албум је постао један од најзначајнијих у рок музици и један од најпродаванијих, пошто је садржао песме погодне за радио као што су биле „Money“,„Time“,„Us and Them“ и „Brain Damage/Eclipse“. Неки критичари кажу да је он међа између класичног „блуз рока“ и електронске музике.
The Dark Side of the Moon истражује природу људског искуства. На пример, у „Time“ песми се расправља о старењу и неизбежном и брзом доласку смрти. „Money“ говори о материјализму са ироничним стиховима и звучним ефектима који имају везе са новцем. "Us and Them" се бави конфликтом, етноцентризмом и веровањем у сопствену исправност.
The Dark Side of the Moon је хваљен од многих критичара и фанова групе као њихово највеће дело,  и уопште сматран њиховим најбољим албумом. У Аустралији је проглашен за „Омиљени албум“, а часопис Rolingstone га је прогласио за 43. најбољи албум свих времена. Провео је 741 недељу на америчким топ-листама, што је најдуже у историји. Што се тиче броја продатих плоча, он је други најпродаванији албум, са продатих преко 50 милиона копија.

## Списак песама
Аутор(и) свих текстова: Роџер Вотерс. 
| №               | Назив                                      | Музика                             | Водећи вокали   | Трајање |  |
| 1.              | "Speak to Me"                              | Ник Мејсон                         | инструментал    | 1:07    |  |
| 2.              | "Breathe)"                                 | Вотерс, Ричард Рајт, Дејвид Гилмор | Гилмор          | 2:49    |  |
| 3.              | "On the Run"                               | Вотерс, Гилмор                     | инструментал    | 3:45    |  |
| 4.              | "Time" (садржи нумеру "Breathe (Reprise)") | Вотерс, Гилмор, Рајт, Мејсон       | Гилмор, Рајт    | 6:53    |  |
| 5.              | "The Great Gig in the Sky"                 | Рајт, Клер Тори                    | Тори            | 4:44    |  |
| 6.              | "Money"                                    | Вотерс                             | Гилмор          | 6:23    |  |
| 7.              | "Us and Them"                              | Вотерс, Рајт                       | Гилмор          | 7:49    |  |
| 8.              | "Any Colour You Like"                      | Гилмор, Мејсон, Рајт               | инструментал    | 3:26    |  |
| 9.              | "Brain Damage"                             | Вотерс                             | Вотерс          | 3:46    |  |
| 10.             | "Eclipse"                                  | Вотерс                             | Вотерс          | 2:12    |  |
| Укупно трајање: | Укупно трајање:                            | Укупно трајање:                    | Укупно трајање: | 43:09   |  |

## Ранг листе
| Ранг листа (1973)                      | Највиша позиција |
| -------------------------------------- | ---------------- |
| Аустралија (Kent Music Report)         | 2                |
| Аустрија (Ö3 Austria)                  | 1                |
| Канада (RPM)                           | 1                |
| Холандија (Album Top 100)              | 2                |
| Немачка (Offizielle Top 100)           | 3                |
| Норвешка (VG-lista)                    | 2                |
| Шпански албуми (AFE)                   | 3                |
| УК албуми (OCC)                        | 2                |
| САД (Billboard 200)                    | 1                |
| Ранг листа (1975)                      | Највиша позиција |
| Нови Зеланд (RMNZ)                     | 4                |
| УК албуми (OCC)                        | 7                |
| САД (Billboard 200)                    | 23               |
| Ранг листа (1993–94)                   | Највиша позиција |
| Аустралија (ARIA)                      | 11               |
| Канада (RPM)                           | 20               |
| Холандија (Album Top 100)              | 59               |
| Немачка (Offizielle Top 100)           | 28               |
| Норвешка (VG-lista)                    | 16               |
| Нови Зеланд (RMNZ)                     | 1                |
| Шведска (Sverigetopplistan)            | 45               |
| Ранг листа (2003)                      | Највиша позиција |
| Аустрија (Ö3 Austria)                  | 48               |
| Белгија (Ultratop Flanders)            | 42               |
| Белгија (Ultratop Wallonia)            | 28               |
| Холандија (Album Top 100)              | 30               |
| Немачка (Offizielle Top 100)           | 3                |
| Ирска (IRMA)                           | 41               |
| Италија (FIMI)                         | 2                |
| Нови Зеланд (RMNZ)                     | 6                |
| Норвешка (VG-lista)                    | 7                |
| Пољска (ZPAV)                          | 24               |
| Португалија (AFP)                      | 3                |
| Ранг листа (2005–06)                   | Највиша позиција |
| Аустралија (ARIA)                      | 24               |
| Белгија (Ultratop Flanders)            | 55               |
| Белгија (Ultratop Wallonia)            | 49               |
| Данска (Hitlisten)                     | 26               |
| Финска (Suomen virallinen lista)       | 10               |
| Ирска (IRMA)                           | 43               |
| Италија (FIMI)                         | 5                |
| Норвешка (VG-lista)                    | 16               |
| Пољска (ZPAV)                          | 24               |
| Шпанија (PROMUSICAE)                   | 96               |
| Шведска (Sverigetopplistan)            | 16               |
| Швајцарска (Schweizer Hitparade)       | 47               |
| Ранг листа (2011–2021)                 | Највиша позиција |
| Аустралија (ARIA)                      | 22               |
| Аустрија (Ö3 Austria)                  | 10               |
| Белгија (Ultratop Flanders)            | 16               |
| Белгија (Ultratop Wallonia)            | 6                |
| Чешка (ČNS IFPI)                       | 13               |
| Данска (Hitlisten)                     | 21               |
| Холандија (Album Top 100)              | 19               |
| Финска (Suomen virallinen lista)       | 16               |
| Француска (SNEP)                       | 7                |
| Немачка (Offizielle Top 100)           | 3                |
| Ирска (IRMA)                           | 25               |
| Италија (FIMI)                         | 5                |
| Нови Зеланд (RMNZ)                     | 8                |
| Норвешка (VG-lista)                    | 11               |
| Пољска (ZPAV)                          | 8                |
| Португалија (AFP)                      | 5                |
| Шпанија (PROMUSICAE)                   | 15               |
| Јужна кореја (Gaon)                    | 24               |
| Јужнокорејски национални албуми (Gaon) | 3                |
| Шведска (Sverigetopplistan)            | 15               |
| Швајцарска (Schweizer Hitparade)       | 8                |
| УК албуми (OCC)                        | 11               |
| САД (Billboard 200)                    | 12               |
| САД рок албуми (Billboard)             | 13               |

| Ранг листа (1973)                  | Позиција |
| ---------------------------------- | -------- |
| Austrian Albums (Ö3 Austria)       | 1        |
| US Billboard 200                   | 11       |
| Ранг листа (1974)                  | Позиција |
| US Billboard 200                   | 11       |
| Ранг листа (1975)                  | Позиција |
| US Billboard 200                   | 70       |
| Ранг листа (1982)                  | Позиција |
| US Billboard 200                   | 65       |
| Ранг листа (1983)                  | Позиција |
| US Billboard 200                   | 95       |
| Ранг листа (2006)                  | Позиција |
| Italian Albums (FIMI)              | 75       |
| Ранг листа (2009)                  | Позиција |
| Italian Albums (FIMI)              | 89       |
| Ранг листа (2011)                  | Позиција |
| Italian Albums (FIMI)              | 44       |
| UK Albums (OCC)                    | 173      |
| Ранг листа (2012)                  | Позиција |
| US Billboard 200                   | 193      |
| Ранг листа (2014)                  | Позиција |
| US Billboard 200                   | 200      |
| Ранг листа (2015)                  | Позиција |
| US Billboard 200                   | 183      |
| Ранг листа (2017)                  | Позиција |
| UK Albums (OCC)                    | 94       |
| US Top Rock Albums (Billboard)     | 78       |
| Ранг листа (2018)                  | Позиција |
| Portuguese Albums (AFP)            | 44       |
| US Top Rock Albums (Billboard)     | 79       |
| Ранг листа (2019)                  | Позиција |
| Belgian Albums (Ultratop Flanders) | 110      |
| Belgian Albums (Ultratop Wallonia) | 165      |
| US Top Rock Albums (Billboard)     | 50       |
| Ранг листа (2020)                  | Позиција |
| Belgian Albums (Ultratop Flanders) | 107      |
| Belgian Albums (Ultratop Wallonia) | 173      |
| Hungarian Albums (MAHASZ)          | 96       |
| Italian Albums (FIMI)              | 63       |
| US Top Rock Albums (Billboard)     | 29       |

## Историја издања
| Земља                | Датум         | Издавачка кућа  | Формат                 | Бр. каталога                                         |
| -------------------- | ------------- | --------------- | ---------------------- | ---------------------------------------------------- |
| Канада               | 1 March 1973  | Harvest Records | Плоча, касета, 8-трака | SMAS-11163 (LP) 4XW-11163 (CC) 8XW-11163 (8-Track)   |
| Сједињене Државе     | 1 March 1973  | Capitol Records | Плоча, касета, 8-трака | SMAS-11163 (LP) 4XW-11163 (CC) 8XW-11163 (8-Track)   |
| Уједињено Краљевство | 16 March 1973 | Harvest Records | Плоча, касета, 8-трака | SHVL 804 (LP) TC-SHVL 804 (CC) Q8-SHVL 804 (8-трака) |
| Аустралија           | 1973          | Harvest Records | Плоча                  | Q4 SHVLA.804                                         |